# Venenwinkel

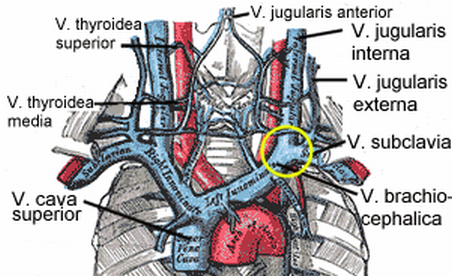
Venenwinkel (gelb eingekreist)

Als Venenwinkel (Angulus venosus) bezeichnet man in der Anatomie den Zusammenfluss der beiden größten Venen am Brusteingang.

## Venenwinkel des Menschen
Als Venenwinkel werden beim Menschen die beiden Stellen (rechte/linke Körperhälfte) im Blutgefäßsystem bezeichnet, wo sich jeweils die Vena jugularis interna mit der Vena subclavia (Schlüsselbeinvene) zur Vena brachiocephalica (Syn.: Vena anonyma oder Vena innominata) vereinigt. Dies geschieht retrosternal, direkt hinter dem Manubrium sterni. Hier münden auch die großen Lymphsammelstämme. Der linke Venenwinkel ist insofern der bedeutsamere, da hier (neben anderen) der Lymphsammelstamm Ductus thoracicus einmündet, der Lymphe aus der gesamten unteren Körperhälfte transportiert; in den rechten Venenwinkel mündet dagegen nur ein kleineres Lymphgefäß, das Lymphe aus dem rechten Arm, der rechten Thoraxseite und der rechten Halsseite (Ductus lymphaticus dexter) führt, ein. – Im weiteren Verlauf vereinigen sich rechte und linke Vena brachiocephalica schließlich zur (unpaaren) Vena cava superior (obere Hohlvene), die in den rechten Herzvorhof mündet.

## Venenwinkel in der Tieranatomie
In der Veterinäranatomie wird der Zusammenfluss der beiden Drosselvenen Vena jugularis externa und Vena jugularis interna als Venenwinkel bezeichnet. Wenn die Vena jugularis interna nicht ausgebildet ist, wird der Zusammenfluss von Vena jugularis externa und Vena subclavia als Venenwinkel bezeichnet. Die Lymphsammelstämme verhalten sich im Wesentlichen wie beim Menschen.